# Junichi Sasai
Junichi Sasai (1918-1942) fue un as japonés (el término as se otorga a aquel que ha conseguido 5 o más derrotas enemigas, también conocido como victorias) de la Marina Imperial Japonesa con una cifra de 27 victorias.

## Historia
En su breve carrera, de escasos cuatro meses de duración, Sasai logró un impresionante número de victorias y logró el respeto de sus compañeros pilotos que le llamaron ``El Richthofen de Rabaul´´.
Llegó a Rabaul en abril de 1942.
El 4 de mayo se enfrentó a tres P-39 y derribó a los tres en 20 segundos.
El 7 de agosto, en una misión en la que hirieron a Saburo Sakai, derribó cinco cazas de los EE. UU. El 28 de agosto había conseguido al menos 27 victorias (lo que le convirtió, al menos, en el Rickenbacker de Rabaul), pero su carrera estelar acabó ese mismo día, cuando se enfrentó a 15 F4F Wildcats sobre Guadalcanal mientras lideraba un grupo de Ceros.
Nunca regresó a su base, se cree que su destino final fue obra del Capitán Marion Carl, el as del Cuerpo de Marines de los Estados Unidos.

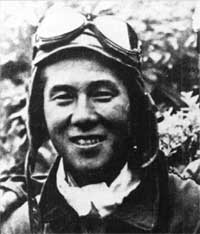
Sasai en traje de vuelo. Foto tomada poco antes de su muerte en Guadalcanal el 26 de agosto de 1942.